# Theotokos

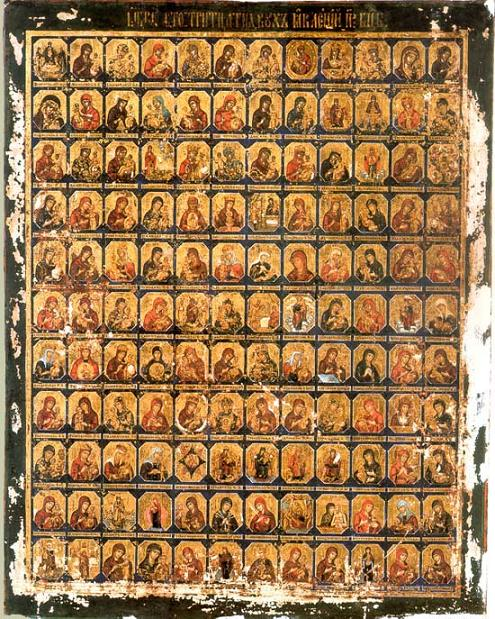
Icoană rusească din sec. 18 cu diferite imagini ale Fecioarei Maria

Theotokos (Θεοτόκος) este un cuvânt grecesc care înseamnă „născătoare de Dumnezeu”. Este tradus și ca „Maica Domnului”. Acest atribut i-a fost acordat explicit Fecioarei Maria la al treilea Sinod Ecumenic întrunit la Efes în 431, în cursul disputei dintre Chiril, patriarhul Alexandriei, și Nestorie, patriarhul Constantinopolului. Cel din urmă preferase termenul de „christotokos” („născătoare de Hristos”) celor de „theotokos” sau „anthropotokos” („născătoare de om”) și a fost condamnat ca eretic la același sinod.